# Diplopia

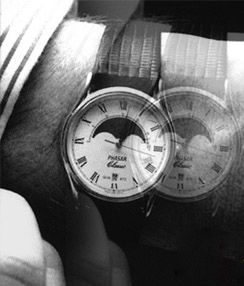
La foto mostra come vede un paziente affetto da diplopia

La diplopìa è un termine medico oftalmologico usato per descrivere la percezione doppia di un'immagine, in senso orizzontale e/o verticale. Le cause sono svariate e il medico oculista o l'ortottista può dire se riguarda un solo occhio (in tal caso di interesse ortottico-oculistico) oppure entrambi (interesse neurologico) e se la diplopia può essere transitoria o permanente. Può essere studiata con il test di Hess-Lancaster.

## Caratteristiche
Le immagini provenienti dall'esterno cadono normalmente su punti retinici definiti corrispondenti dei due occhi. Si chiamano così perché ricevono i raggi luminosi dallo stesso punto dello spazio. Le immagini che si formano sulla retina non sono proprio uguali, dal momento che vengono percepite dai due occhi da posizioni leggermente differenti, ma se non sono troppo diverse la corteccia visiva riesce ad integrarle, e la sensazione è di ricevere una immagine stereoscopica che garantisce il senso di profondità.
Il meccanismo di fusione fa convergere gli occhi sui punti esterni di interesse e quindi tramite complicati processi neurologici la corteccia visiva integra le due immagini dei due occhi in una. Se il meccanismo di fusione manca, per difetti neurologici o muscolari, la corteccia visiva percepirà due immagini. In alcuni casi, come nei bambini strabici, una delle due immagini è ignorata con il meccanismo definito soppressione, che consente al cervello di evitare la confusione indotta dalla diplopia. Questo meccanismo, apparentemente positivo, comporta però l'insorgere di una ambliopia strabica, in cui l'occhio soppresso perde progressivamente acuità visiva.

## Eziologia
Tra le cause si possono rintracciare:
- traumatiche;
- secondarie a edema della papilla, presente ad esempio nel coma cerebrale;
- secondarie a neuropatie come ad esempio nella sclerosi multipla;
- strabismo.
- Intossicazione da alcool.